# Opius puncticeps
Opius puncticeps är en stekelart som beskrevs av Fischer 1963. Opius puncticeps ingår i släktet Opius och familjen bracksteklar. Inga underarter finns listade i Catalogue of Life.